# Championnats d'Afrique de trampoline 2023
Navigation
Le Caire 2021 Bizerte 2024
Les championnats d'Afrique de trampoline 2023 se déroulent du 23 au 27 février 2023 à Marrakech, au Maroc. La compétition devait initialement se dérouler du 15 au 19 décembre 2022, avant une demande de report de la part du pays hôte,

## Médaillés
| Épreuves               | Or                                                                | Argent                                        | Bronze                                                                |
| ---------------------- | ----------------------------------------------------------------- | --------------------------------------------- | --------------------------------------------------------------------- |
| Hommes                 |                                                                   |                                               |                                                                       |
| Trampoline individuel  | Safwane Salhi                                                     | Mohab Hassan                                  | Louay Ayari                                                           |
| Trampoline par équipes | Égypte Mohab Hassan Seifaldeen Ismael Nour Elbahat Khaled Hussein | Tunisie Fadi Ahmed Louay Ayari Rayen Magdouli | Angola Anibal Luacuti Asser Antonio Pedro Sacupuepua Repene Magalhaes |
| Femmes                 |                                                                   |                                               |                                                                       |
| Trampoline individuel  | Ashrakat Ismail                                                   | Mariam Elbeialy                               | Massoji Canhanga                                                      |